# Alpheratz
Az Alpheratz (más néven Alfa Andromedae, Alpherat vagy Szirrah) a legfényesebb csillag az Andromeda csillagképben.
Látszólagos fényessége 2,06m, távolsága a Naprendszertől 97 fényév. Spektruma különleges, amit B9p jelöléssel illetnek, kiemelkedő benne a higany és a magnézium vonala.
Neve az arab alfaras-ból ered, aminek jelentése: „a ló”.
A Pegazus csillagképhez is sorolják, ottani jelölése δ Pegasi. Másik neve, a Szirrah eredete az arab surrat al-faras, aminek jelentése: „a ló köldöke”.